# Роланд Холст, Генриетта
Генриетта Говердина Анна Роланд Холст ван дер Схалк (нидерл. Henriette Goverdine Anna Roland Holst van der Schalk, 24 декабря 1869 — 21 ноября 1952) — нидерландская поэтесса и писательница, участница социал-демократического и коммунистического движения.

## Биография
Родилась в либеральной христианской семье. Первый поэтический сборник Генриетты Роланд Холст был издан в 1895 году и сразу же сделал ей имя в нидерландской литературе. В 1896 году она вышла замуж за художника Ричарда  Роланда Холст, чьим двоюродным братом был поэт Адриан Холст, и подружилась с поэтом Германом Гортером, познакомившим её с «Капиталом» Маркса. Вскоре она вступила в Социал-демократическую рабочую партию Нидерландов. С 1898 года Генриетта Холст совместно с Гортером редактирует ежемесячник левого крыла Социал-демократической рабочей партии Нидерландов «Новое время» (нидерл. Nieuwe Tijd). В 1900 году была делегирована во Второй интернационал, на мероприятиях которого тесно общалась с Розой Люксембург, Карлом Либкнехтом и Львом Троцким.
С 1902 по 1912 годы сотрудничает с «Die Neue Zeit», где печатаются некоторые её критические статьи. Выступая против реформизма руководителей партии, в 1907 году совместно с Антоном Паннекуком, Германом Гортером и другими участвует в создании газеты «Трибуна» (нидерл. De Tribune). Однако уже в 1909 году вся группа «трибунистов» была исключена из партии. Впрочем, Роланд Холст не сразу присоединилась к новосозданной партии революционных социалистов — Социал-демократической партии Нидерландов, на базе которой будет создана Коммунистическая партия Нидерландов.
Во время Первой мировой войны писательница вела антимилитаристскую пропаганду и участвовала в Циммервальдской конференции. Сдружилась с Розой Люксембург. После войны вступила в КПН, занималась революционной пропагандой и участвовала в III конгрессе Коминтерна. В Компартии она оставалась близкой к «коммунизму рабочих советов» Паннекука и Гортера и поддерживала левокоммунистическую фракцию в противостоянии с руководством Коминтерна. После раскола она присоединилась к придерживавшейся этих идей Коммунистической рабочей партии Нидерландов.
Окончательно порвав с КПН в 1927 году, она пыталась совмещать марксизм с христианским социализмом и гандизмом, что нашло своё отображение и в её творчестве. Во время Второй мировой войны участвовала в Движении Сопротивления, была редактором антифашистских газет «De Vonk» и «De Vlam». В последние десятилетия жизни страдала от множества болезней (анорексия, анемия и т. д.).
Перевела на нидерландский язык текст «Интернационала». Кроме того, писала пьесы, публицистику, сценарии радиопостановок, биографии (Руссо, Махатмы Ганди, Льва Толстого).